# Miroslav Chrástka
Miroslav Chrástka (27. května 1965) je český hudebník, kytarista.

## Hudební život
Již v deseti letech se začal učit na kytaru. V patnácti letech založil svou první kapelu Exitus, současně také spolupracoval v tanečním orchestru Kontrast.
Po vystudování střední průmyslové školy elektrotechnické v Plzni založil v roce 1983 skupinu Skelet. S ní vyhrál několik tehdejších hudebních soutěží. Rok 1987 přinesl spojení se skupinou Automat Band, a tak vzniklo nové seskupení s názvem Triumf. S ním vydal Chrástka i dva singly Žádnej Soucit a Věčnej Boj. V roce 1986 hostoval ve skupině Turbo. V roce 1989 se kapela rozpadla.
Do hudebního světa se vrátil Chrástka v roce 1992, kdy spoluzakládal skupinu Macbeth z Aše. Natočil s ní čtyři alba, která se prodávala i v zahraničí. V roce 1999 se Macbeth rozpadl a Mirek Chrástka přišel do nového uskupení 0609.
V roce 2002 odešel z ašské skupiny 0609 do kapely Turbo, kde nahradil těžce nemocného kytaristu, zpěváka a frontmana Richarda Kybice. S Turbem vydal historicky první DVD této skupiny, natáčel videoklipy a alba.
Na konci roku 2024 po dlouhých neshodách odešel z kapely Turbo.